# Knížecí Studánky
Knížecí Studánky jsou hájovna a přilehlá studánka v brdských lesích nedaleko Stožce.
Hájovna se nachází na křižovatce cest z Voznice, Stožce a Dobříše nedaleko hranice obory Aglaja. Studánka se nachází přibližně sto metrů severně od hájenky. Do studánky je voda přiváděna téměř 300 metrů dlouhým povrchovým korytem.
Knížecí Studánky jsou evidovány jako ulice města Dobříš se dvěma adresami.[nedostupný zdroj]